# Třída Tosa
Třída Tosa byla plánovaná třída dreadnoughtů japonského císařského námořnictva. Roku 1920 byly rozestavěny dvě jednotky této třídy. Jejich stavba byla zrušena po Washingtonské konferenci. Kaga byla dokončena jako letadlová loď.

## Stavba

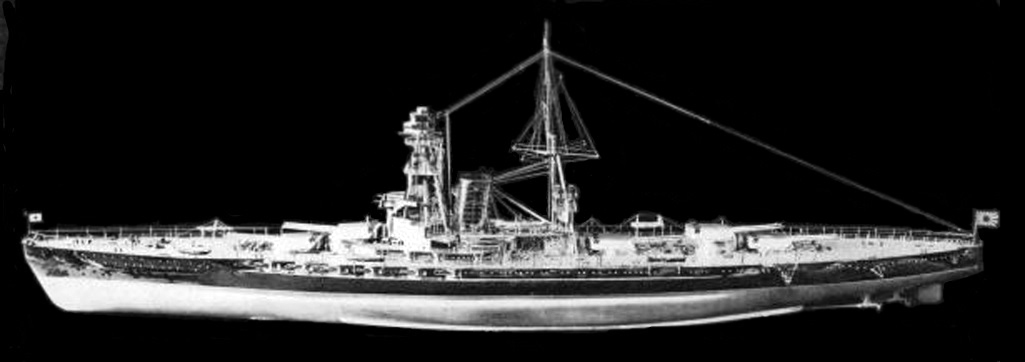
Model bitevní loď Kaga

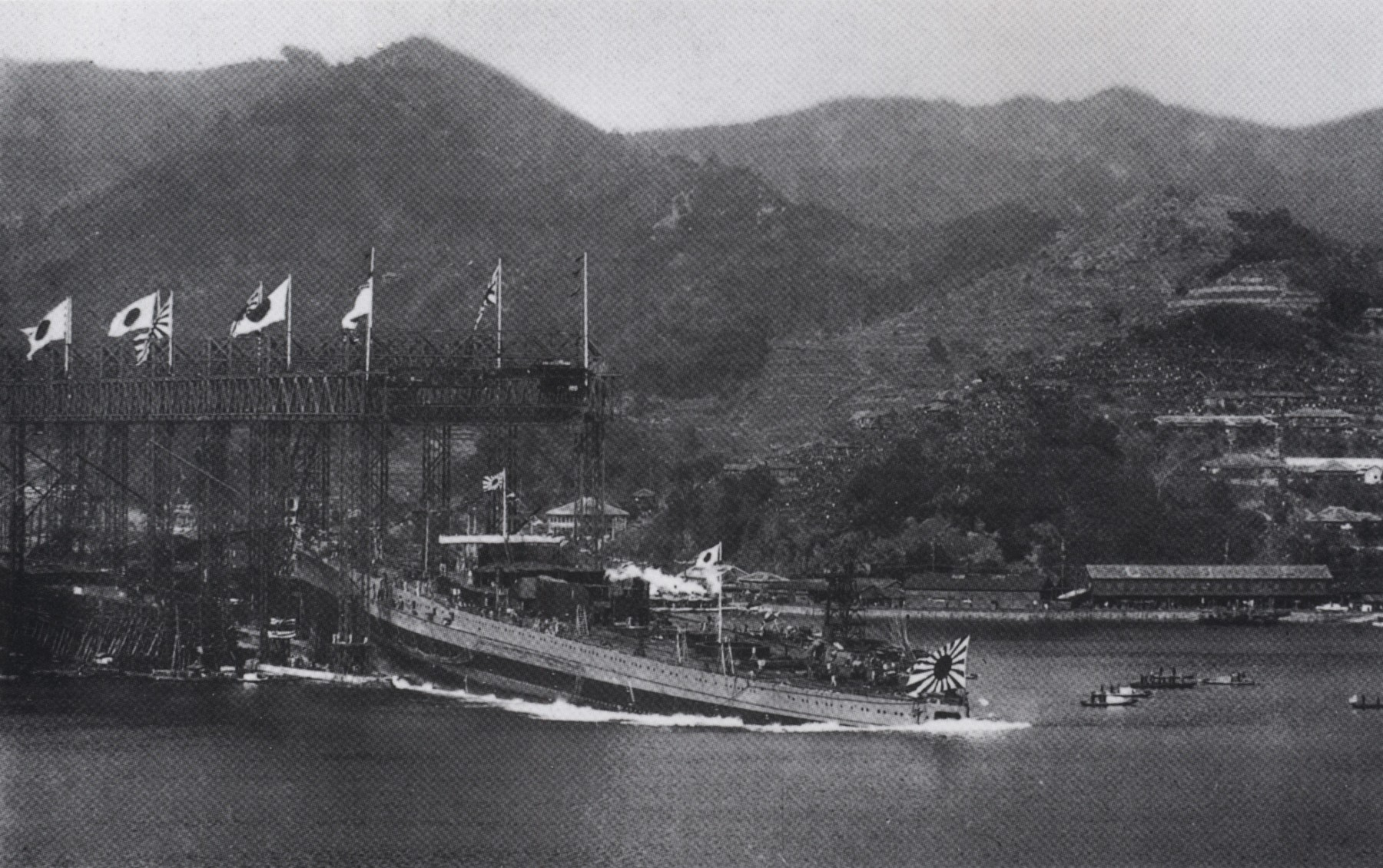
Bitevní loď Tosa při spuštění na vodu

Brzy po skončení první světové války hrozilo vypuknutí nových závodů ve zbrojení. Po porážce císařského Německa se třetí nejvýznamnější námořní mocností (po Velké Británii a USA) stalo Japonsko, které chtělo své námořnictvo dále posílit prostřednictvím ambiciózního programu stavby bitevních lodí a bitevních křižníků. Roku 1920 byla zahájena stavba dvou bitevních lodí třídy Tosa a plánována byla stavba dalších čtyř jednotek třídy Kii. V letech 1920–1921 byly dále rozestavěny čtyři bitevní křižníky třídy Amagi, přičemž připravovány byly další čtyři označené jako projekt 13. Rozsáhlá výstavba válečných lodí probíhala rovněž v USA, které byly hlavním japonským námořním rivalem.
Vývoj nové třídy rychlých bitevních lodí vedl Juzuru Hiraga. Jednalo se o upravenou zvětšenou verzi třídy Nagato. Celkem byla roku 1920 objednána stavba dvou jednotek této třídy. Bitevní loď Kaga stavěla loďěnice Kawasaki v Kobe a bitevní loď Tosa loděnice Mitsubishi v Nagasaki. Stavba byla zastavena 5. února 1922 na základě výsledků Washingtonské konference. Tosa byla potopena jako cvičný cíl. Kaga měla být původně sešrotována, což se změnilo po zničení rozestavěné bitevní lodě Amagi při zemětřesení v roce 1923. Amagi byla určena k přestavbě na letadlovou loď a Kaga byla vybrána jako její náhrada.
Jednotky třídy Tosa:
| Jméno | Loděnice             | Založení kýlu     | Spuštěna           | Vstup do služby | Status                                                  |
| ----- | -------------------- | ----------------- | ------------------ | --------------- | ------------------------------------------------------- |
| Kaga  | Kawasaki, Kobe       | 19. července 1920 | 17. listopadu 1921 | –               | Dokončena jako letadlová loď Kaga.                      |
| Tosa  | Mitsubishi, Nagasaki | 16. února 1920    | 18. prosince 1921  | –               | Stavba zrušena, 9. února 1925 potopena jako cvičný cíl. |

## Konstrukce

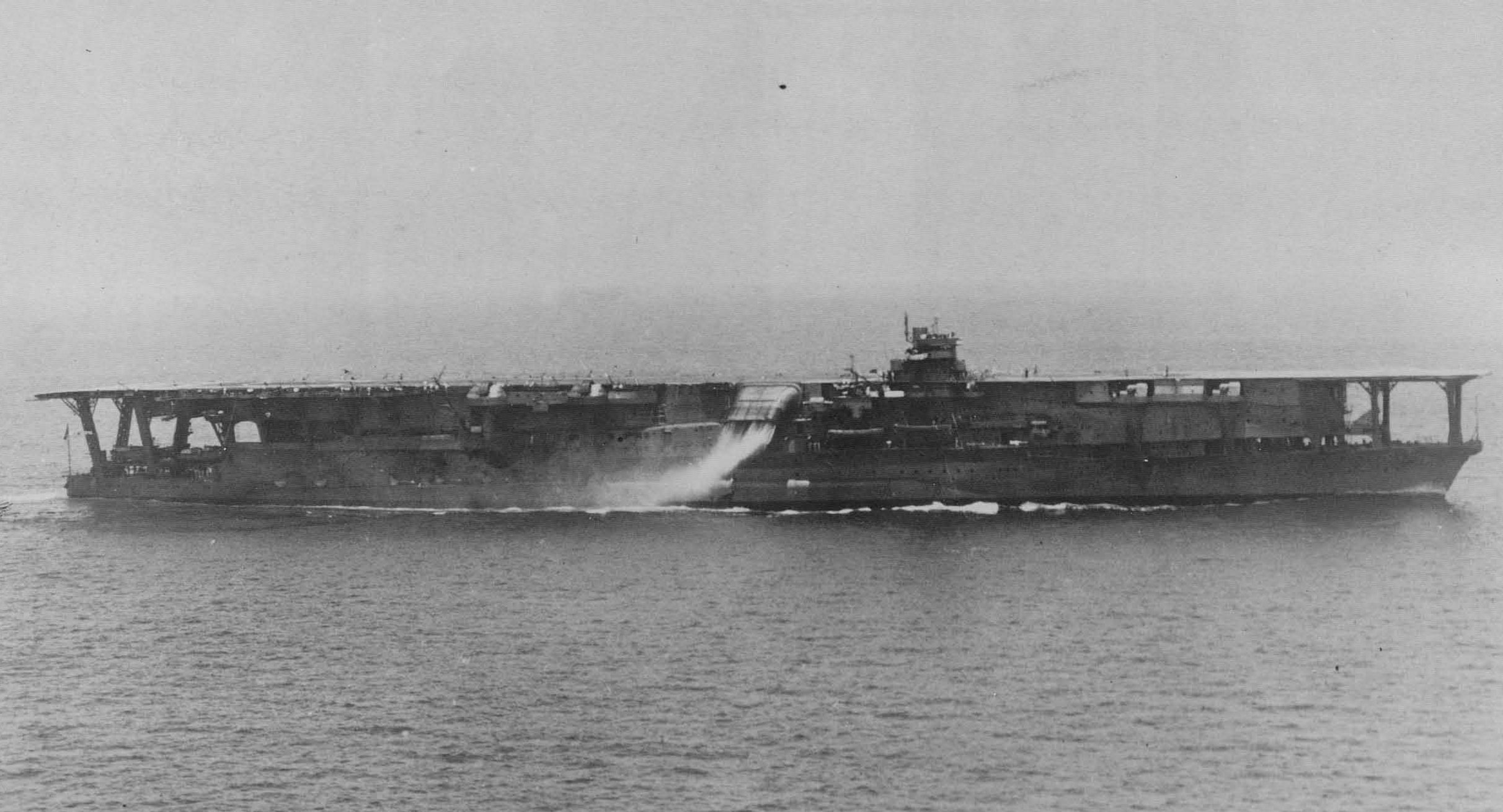
Letadlová loď Kaga

Výzbroj tvořilo deset 410mm kanónů typu 3. roku ve dvoudělových věžích, dvacet 140mm kanónů typu 3. roku, čtyři 76mm kanóny typu 3. roku a osm 610mm torpédometů. Pohonný systém mělo tvořit 12 kotlů Kampon a čtyři turbíny Curtis o výkonu 91 000 shp, pohánějící čtyři lodní šrouby. Nejvyšší rychlost měla dosahovat 26,5 uzlu. Plánovaný dosah byl 5500 námořních mil při rychlosti 16 uzlů.